# Веме
Веме також Уеме (Weme, Ouémé) — річка в Західній Африці.
На значному своєму протязі утворює природний кордон між державами Беніном та Нігерією. Довжина річки — 480 км.
Площа басейну річки становить 46990 км². Середньорічна витрата води — 170 м ³/с.
Впадає неподалік від міста Котон в Гвінейську затоку. Температура води міняється залежно від сезону від 26 до 32 ° C. Переважно судноплавна.